# Alloplasta oblongata
Alloplasta oblongata là một loài tò vò trong họ Ichneumonidae.